# NGC 2039
NGC 2039 је група звезда у сазвежђу Орион која се налази на NGC листи објеката дубоког неба.
Деклинација објекта је + 8° 41' 30" а ректасцензија 5h 44m 1,0s. Привидна величина (магнитуда) објекта NGC 2039 износи 11,9.